# CNI Canal 40
CNI Canal 40 fue el nombre comercial con el que se conoció la señal producida por Corporación de Noticias e Información (CNI) para el canal de televisión abierta, XHTVM-TV. Su programación era principalmente noticiosa, aunque llegó a tener espacios de programación general con géneros como series infantiles y dramáticas y películas. Durante su existencia, se convirtió en el principal rival de Televisa y TV Azteca en lo referente a espacios noticiosos, los cuales gozaban de alta credibilidad con el público. Después de varios conflictos legales y laborales, la señal dejó de producirse el 19 de mayo de 2005.

## Historia
En abril de 1993, el gobierno de México otorgó a "Televisora del Valle de México, S.A. de C.V." , empresa de Javier Moreno Valle, la concesión comercial para operar el canal 40 de UHF para la Ciudad de México y el área metropolitana, iniciando sus transmisiones regulares el 19 de junio de 1995. Javier Moreno Valle creó la empresa filial, Corporación de Noticias e Información (CNI) con el objetivo de crear una programación noticiosa, siguiendo los pasos de canales como CNN, ECO y en respuesta a la necesidad, en ese momento en particular en la historia de México, de tener espacios informativos con credibilidad, puesto que la población tenía una percepción negativa de los noticieros de Televisa y otros medios.
Inicialmente, la mayor parte de la programación consistía en la retransmisión del canal ARTS y la cadena de noticias Telenoticias (extinta en la actualidad). Posteriormente, la programación propia de CNI reemplazó a Telenoticias con noticieros y programas de investigación y entrevistas con un estilo propio que fue percibido como imparcial, irreverente y como un ejercicio de la libertad de expresión sin precedentes en México. 
La serie Realidades es quizá la primera producción importante del canal al presentar reportajes sobre temas que se consideraban intocables como lo fueron los escándalos de los Legionarios de Cristo y su polémico fundador, el padre Marcial Maciel. La emisión de este reportaje en particular, al parecer, le ganó enemigos importantes a CNI, quienes retiraron su apoyo comercial al naciente canal.
CNI se convirtió rápidamente en un foro abierto que le dio espacio a propuestas innovadoras como el programa de finanzas, Dinero y alebrijes, o el noticiero matutino El mañanero, el cual era presentado por el comediante Víctor Trujillo con su personaje de Brozo, dando las noticias y opinando, al mismo tiempo que invitaba a actores políticos a debatir. Otro programa importante fue el talk show nocturno Las nueve y sereno conducido también por Víctor Trujillo, en el cual también comentaba con su humor característico las noticias del día.
Sin embargo, los problemas financieros no tardaron en presentarse, por lo que se firmó un acuerdo comercial con TV Azteca en 1998, el cual CNI y TVM romperían más tarde al considerarlo abusivo, lo que provocaría un conflicto legal "interminable" entre las partes involucradas.
Más tarde, en noviembre de 1999, CNI Noticias, conducido por los periodistas Ciro Gómez Leyva y Denise Maerker, con colaboradores como Carlos Albert en la sección deportiva, se convirtió en el espacio más importante de su programación, no solo por ser competencia directa con los noticieros más importantes de las cadenas nacionales (Televisa y TV Azteca), sino por sus entrevistas con varios actores claves de la vida política y social de ese momento en el país y sus reportajes considerados "transgresores" como lo fue el realizado acerca de la vida dentro del penal de máxima seguridad de Almoloya de Juárez en el año 2001.
El conflicto con TV Azteca llegaría a su punto más álgido el 27 de diciembre de 2002 cuando se suspendió la transmisión de CNI por el canal 40 XHTVM-TV, al tomar TV Azteca la planta transmisora en el Cerro del Chiquihuite (incidente conocido como El Chiquihuitazo). En ese momento, CNI, ya contaba con una programación variada entre la que se destacaban telenovelas y películas internacionales, documentales de Discovery Channel, BBC, entre otros; e incluso contaba ya con programación infantil con series como La pequeña Lulú y El despegue de Austrailia.
Sin embargo, la señal no dejó de producirse durante este incidente: CNI Canal 40 seguía disponible en algunos sistemas de TV de paga al interior de la República Mexicana y en especial por streaming en la página de internet de CNI Canal 40.
En enero de 2003, la señal volvió al Canal 40 XHTVM, sin embargo, el conflicto con Azteca dejó secuelas de las cuales CNI no se recuperaría. La situación económica empeoró, algunos de sus programas estelares dejaron de producirse, además de que ya no contaban con El mañanero que había emigrado a Televisa antes del "Chiquihuitazo". Javier Moreno Valle se endeudó con múltiples acreedores y TV Azteca lo acusó de fraude ante la PGR, lo que provocó que Moreno Valle huyera a los Estados Unidos.
Ante los problemas económicos con el cual se acumuló un adeudo de más de 11 quincenas de sueldo, el personal de TVM y CNI iniciaron una huelga el 19 de mayo de 2005, con lo que no sólo XHTVM-TV saldría del aire, también la señal de CNI Canal 40 dejó de producirse de manera definitiva.

## Legado
Las producciones y personalidades de CNI Canal 40 llamaron la atención de otras televisoras, en especial, Televisa. Una de sus producciones más destacadas, El mañanero de Víctor Trujillo (en su personaje, Brozo), el cual había surgido como programa de radio en Grupo ACIR en 1994, “emigró” de manera “amistosa” a Televisa en enero de 2002, manteniendo su estilo e integrantes. El programa se transmitió en por la estación XHTV-TV de 2002 a 2004 y de 2010 a 2016 en Foro TV (en ambas ocasiones, fue retransmitido a través de la red de Televisa Regional).
Otros programas que surgieron en CNI Canal 40 también encontrarían espacio en otras televisoras. El programa de debate religioso, El pulso del papa, conducido por Roberto O'Farrill, fue adoptado por Proyecto 40 (actualmente ADN 40) bajo el nombre de El pulso de la fe (actualmente al aire). Además, su conductor también tiene actualmente otro espacio llamado La libertad de creer, emitido por Mexiquense TV. También por Mexiquense TV, el programa Balón parado continuó sus emisiones. Otro programa que pudo continuar después de CNI, fue Súper Estadio que se transmitió por 52MX y posteriormente por Estadio TV de SKY México. 
El programa de finanzas Dinero y alebrijes, conducido por Maricarmen Cortes, José Yuste y Marco Antonio Mares, encontraría rápidamente un espacio alternativo luego del cierre de CNI Canal 40. Este programa pasó a El Canal de las Estrellas (hoy Las Estrellas) como Alebrijes: águila o sol, el cual “abría” cada semana, la barra de opinión de dicho canal, hasta 2017, cuando se eliminó esta barra de programación. Es precisamente esta barra de opinión de Televisa, la que albergaría durante varios años a los que se convirtieron en las personalidades más importantes de CNI: Denise Maerker y Ciro Gómez Leyva.
Denise Maerker se convirtió en parte importante de Noticieros Televisa tras el cierre de CNI. Además de sus participaciones en el programa de debate Tercer grado, en el que también participaba su antiguo compañero de CNI Noticias Ciro Gómez Leyva, Denise Maerker destacó de manera importante en el programa Punto de partida, en el cual se presentaban debates, entrevistas y reportajes. En agosto de 2016, Punto de partida terminó y su conductora tomó la posición de conductora del noticiero estelar de Las Estrellas, el 22 de agosto de 2016, reemplazando a Joaquín López Doriga, quien había estado al frente del noticiero durante 16 años.
Ciro Gómez Leyva encontró varios espacios en los medios informativos del país. Además de su participación en el programa Tercer grado de Televisa, en 2008 se convirtió en el conductor titular del noticiero principal de Milenio Televisión y en radio es conductor del programa Ciro Gómez Leyva por la mañana que se transmite en la Segunda Cadena de Radio Fórmula, simultáneamente con TeleFórmula en TV de paga. Más tarde, el 15 de agosto de 2016, se anunció de manera oficial la incorporación del periodista a la cadena nacional de televisión abierta, Imagen Televisión, como conductor titular del noticiero estelar del canal, compitiendo de manera directa con el noticiero de su antigua compañera, Denise Maerker, en Televisa.
Otra personalidad que fue parte importante del espacio CNI Noticias, el periodista de finanzas David Páramo, encontró en TV Azteca un espacio en la televisión inmediatamente después del cierre de CNI Canal 40. El periodista ha participado en diversos espacios de TV Azteca, Proyecto 40, cadenatres y Excélsior tv de Grupo Imagen. En los últimos años, participó en el programa La otra cara de la moneda de la barra Azteca Opinión de TV Azteca y en Grupo Imagen participa con No tires tu dinero en sus diversos medios de comunicación (radio, tv, prensa y web).
Por otra parte, "fans" del canal se han encargado de mantener viva la memoria de CNI. En el servicio de video bajo demanda YouTube, existen infinidad de videos entre los que se encuentran promocionales y programas completos de CNI Canal 40. Destaca el canal CNI40, quienes constantemente suben emisiones de los programas Realidades, CNI Noticias y El Mañanero. También, el "medio alternativo" de izquierda xhglc ha tomado a CNI Canal 40 como uno de sus "estandartes" de la lucha por la libertad de expresión en México y también trata de mantener viva su memoria con videos de la antigua señal y utilizando el tema musical de CNI para sus propios videos.